# Rhampsinitus capensis
Rhampsinitus capensis is een hooiwagen uit de familie echte hooiwagens (Phalangiidae).